# استان باطنه شمالی
استان باطنه شمالی یکی از استان‌های جدید التاسیس کشور عمان. این استان تا تاریخ ۲۸ نوامبر ۲۰۱۱ بخشی از   منطقهٔ باطنه (به عربی:  منطقة الباطنة )  در کشور پادشاهی عمان است.
مرکز این استان شهر صحار می‌باشد

## تقسیم بندی منطقهٔ باطنه
در  تاریخ ۲۸ نوامبر ۲۰۱۱  دو استان بنام‌های (استان شمالی و استان جنوبی) در ضمن ( منطقهٔ باطنه ) تأسیس شده است.

استان باطنه شمالی شامل ۶ شهرستان است. در تقسیمات کشوری سلطنت عمان شهرستان‌ها (در عربی عمان: ولایات) خوانده می‌شود.